# Trèbes
Trèbes is een gemeente in het Franse departement Aude (regio Occitanie). De gemeente telde 5.386 inwoners op 1 januari 2022. De plaats maakt deel uit van het arrondissement Carcassonne.

## Geschiedenis
Al in de 8e eeuw was Trèbes een ommuurde stad. De muur telde drie stadspoorten: de porte d’Orbiel in het noorden, de porte de Goudou in het oosten en de porte d’Aude in het zuiden. In de 13e eeuw was Trèbes maar een kleine stad met 35 huishoudens. Toch kreeg de stad een grote, gotische kerk. De kerk Saint-Étienne heeft een schip van 33,5 m lang en 14 m breed. In de 13e eeuw was er ook al een stenen brug over de Aude. Aan het einde van de 17e eeuw werd het Canal du Midi gegraven. Stroomopwaarts moest er een aquaduct over de Orbiel gebouwd worden. En stroomafwaarts van de stad kwam er een sluizenstelsel om een niveauverschil van 7 m te overbruggen. Tegen de 18e eeuw had de stadsmuur zijn belang verloren en werd niet meer onderhouden. In de loop van de 19e eeuw met de groei van de bevolking en de stadsuitbreiding verdwenen de stadspoorten en de muur. Enkel een stuk van 6 m bleef bewaard. In 1935 werd een nieuw stadhuis ingehuldigd.
Op 23 maart 2018 werd in een supermarkt een aanslag gepleegd, waarbij vier doden vielen. De dader was een 26-jarige man van Marokkaanse afkomst. De aanslag werd opgeëist door terreurgroep Islamitische Staat.
De Aude overstroomt regelmatig in Trèbes en de brug over de rivier werd hierbij meermaals beschadigd. Op 15 oktober 2018 vielen bij een overstroming zes doden in de gemeente. Dit was de zwaarste overstroming sinds 1891.

## Geografie
De oppervlakte van Trèbes bedroeg op 1 januari 2022 16,36 vierkante kilometer; de bevolkingsdichtheid was toen 329,2 inwoners per km². De Orbiel mondt uit in de Aude in Trèbes. Het Canal du Midi loopt door de gemeente.
De onderstaande kaart toont de ligging van Trèbes met de belangrijkste infrastructuur en aangrenzende gemeenten.

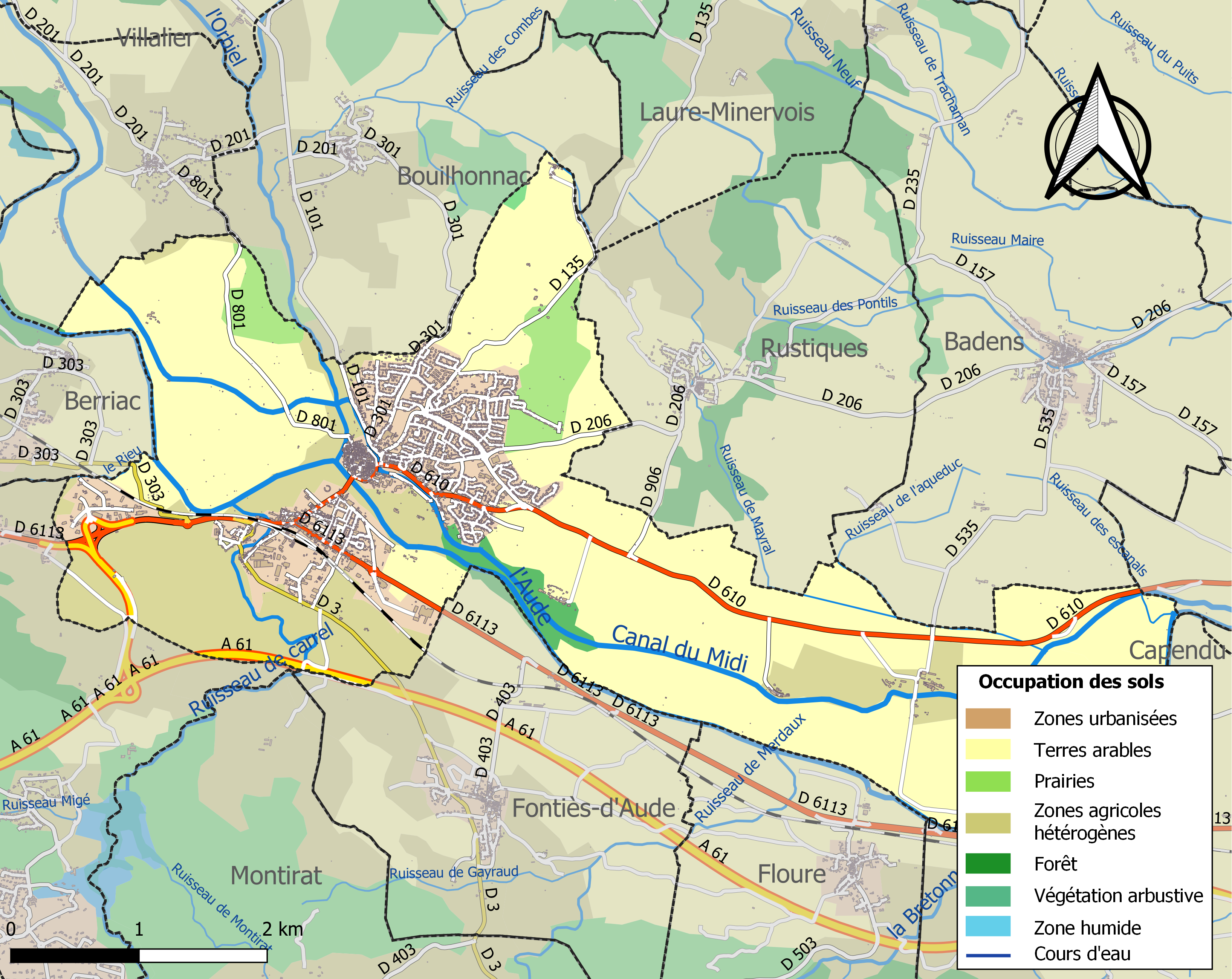

## Demografie
Onderstaande figuur toont het verloop van het inwonertal (bron: INSEE-tellingen).

Vanwege een beveiligingsprobleem met de MediaWiki Graph-software is het momenteel niet mogelijk deze grafiek weer te geven. Zodra de software is bijgewerkt zal de grafiek vanzelf weer zichtbaar worden.

## Verkeer en vervoer
De autosnelweg A61 loopt door Trèbes.

## Stedenband
Sinds 1972 heeft Trèbes een stedenband met het Duitse Helsa.